# 飯田譲治
飯田 譲治（いいだ じょうじ、1959年3月1日 - ）は、日本の映画監督、脚本家、テレビドラマの演出家。小説家。

## 来歴
長野県諏訪市出身。長野県諏訪清陵高等学校を経て、明治大学中退。自主映画出身の映画監督。1980年、8ミリ映画『休憩』でぴあフィルムフェスティバルに入選。友人に、『世にも奇妙な物語』などの作曲で知られる蓜島邦明がいる。
『世にも奇妙な物語』シリーズでは、「中村功一」のペンネームでいくつか脚本を書いている。そのうち、『常識酒場』、『トラブルカフェ』は『NIGHT HEAD』の原型となった。
今井雅之、東根作寿英、豊川悦司、武田真治等、出演当時ほぼ無名であった役者をキャスティングして細かな演技指導を行って彼らをスターダムに押し上げた。
映像作品をおもな活動の場としているが、2015年7月には初の舞台作品戯曲Operation（主演鳳恵弥）を上演した。
映画監督の押井守のファンで、自身が一番好きな作品『うる星やつら2 ビューティフル・ドリーマー』を初めて観たときの衝撃は忘れられないという。

## 作品

### 映像作品

#### テレビドラマ
- 奇妙な出来事（1989年、フジテレビ）
  - 「恐怖のデイドリーム」 - 演出・脚本
  - 「恐怖のデイドリームⅡ〜もう一度〜」 - 演出・脚本
- 世にも奇妙な物語（フジテレビ）
  - 「代打はヒットを打ったか?」（1990年） - 脚本（中村功一名義）
  - 「王将」（1991年） - 脚本（中村功一名義）
  - 「シャドゥボクサー」（1992年） - 脚本（中村功一名義）
  - 「常識酒場」（1992年） - 演出・脚本
  - 「不幸の伝説」（1992年） - 脚本（中村功一名義）
  - 「トラブルカフェ」（1992年） - 演出・脚本
  - 「贈り物」（1992年） - 脚本（中村功一名義）
  - 「妄想特急」（1992年） - 脚本（中村功一名義）
  - 「影武者」（2005年） - 脚本
- NIGHT HEAD（1992年 - 1993年、フジテレビ） - 演出・脚本
- 幕末高校生（1994年、フジテレビ） - 脚本（中村功一名義）
- 沙粧妙子-最後の事件-（1995年、フジテレビ） - 脚本
- リング 〜事故か! 変死か! 4つの命を奪う少女の怨念〜（1995年、フジテレビ） - 脚本
- ギフト（1997年、フジテレビ） - 脚本
- 幻想ミッドナイト（1997年、テレビ朝日） - 監督・脚本・プランニング
- アナザヘヴン〜eclipse〜（2000年、テレビ朝日） - 脚本・監督
- あしたの、喜多善男〜世界一不運な男の、奇跡の11日間〜（2008年、関西テレビ） - 脚本
- ゴッドハンド輝（2009年、TBS） - 脚本
- CONTROL〜犯罪心理捜査〜（2011年、フジテレビ） - 脚本（中村功一名義）
- Strangers 6（2012年、WOWOW） - 原作・脚本・監督
- VISION-殺しが見える女-（2012年、読売テレビ） - 原案・脚本
- 星新一ミステリーSP「きまぐれロボット」（2014年、フジテレビ） - 監督・脚本
- アイアングランマ（2015年、NHK BSプレミアム） - 原作・脚本・演出
- アイアングランマ2（2018年、NHK BSプレミアム） - 原作・脚本・演出

#### オリジナルビデオ
- キクロプス（1986年）※監督デビュー作品
- 東京BABYLON（1993年） - 監督・脚本
- 闘牌伝アカギ（1995年） - 制作総指揮
- 雀魔アカギ（1997年） - 制作総指揮

#### 映画
- バトルヒーター（1989年） - 監督・共同脚本（中島吾郎）
- たあ坊の竜宮星大探険（1991年） - 脚本
- NIGHT HEAD 劇場版（1994年） - 原作・監督・脚本
- らせん（1998年） - 監督・脚本
- アナザヘヴン（2000年） - 原作・監督・脚本
- Jam Films「コールドスリープ」（2002年） - 原作・監督・脚本
- ドラゴンヘッド（2003年） - 監督・脚本
- 黒帯 KURO-OBI（2007年） - 脚本

#### アニメ
- けろけろけろっぴの大冒険 ふしぎな豆の木 (1999年) - 脚本
- Sci-Fi HARRY（2000年） - 原作
- NIGHT HEAD GENESIS（2006年） - 原作・脚本
- NIGHT HEAD 2041（2021年） - 原作・構成・脚本

#### ゲーム
- Moon Cradle 異形の花嫁（1995年） - 原案・監修

#### その他
- G-SAVIOUR（2000年） - 日本語版監修
- THE SUPER DRY FILMS（2004年） - 監督

### 舞台
- 飯田譲治初舞台作品　戯曲Operation（2015年） - 原作・脚本・監修

### 著作

#### 小説
単著
- NIGHT HEAD（角川書店 / 角川文庫 / 角川ホラー文庫 / 講談社文庫）

- 誘発者（2007年4月 講談社）
  - NIGHT HEAD 誘発者（2009年11月 講談社文庫、文庫化に際しタイトル変更）
- (i)-アイ-（2009年10月 学習研究社）

梓河人 共著
- アナザヘヴン上・下（1997年4月 角川書店 / 1999年12月 角川ホラー文庫）
- Gift（1997年7月 角川書店 / 2000年6月 角川ホラー文庫 / 2007年6月 講談社文庫）
- 幻想ミッドナイト（1997年10月 角川書店、赤川次郎、綾辻行人他）
- アナン（2000年2月 角川書店）
  - アナン、（2006年2月 講談社文庫、出版社移動に際しタイトル変更）
- コールドスリープ（短編集）（2002年11月 角川ホラー文庫）
  - この愛は石より重いか（2007年11月 講談社文庫、出版社移動に際しタイトル変更）
- アナザヘヴン2 VOL.1・2（2003年11月 角川ホラー文庫）
- アナザヘヴン2 VOL.3・4（2004年1月 角川ホラー文庫）
- 盗作（2006年1月 講談社 / 2008年4月 講談社文庫）
- 黒帯（2007年10月 講談社 / 2011年1月 講談社文庫）
- アイアングランマ（2014年12月 双葉文庫）
- ミステリークレイフィッシュ（2015年8月 双葉文庫）
- アイアングランマ2（2018年6月 知玄舎）

#### コミック
- NIGHT HEAD（原作、ホーム社）
- Sci-Fi-HARRY（原作、竹書房）
- NIGHT HEAD GENESIS（原作、講談社）

#### 絵本
- 流星! ダンボールマン!!（作、講談社）

#### エッセイ・対談本
- ギフトの問題（岩波書店）

### 連載
- ロストマン ロンリーハート（週刊女性 3月19日号　2019年3月5日 - 4月14日号　2020年3月31日）